# Бурхан-Халдун
Бурхан-Халдун (монг. Бурхан Халдун) —  гора в Монголії висотою  2445 м.  Шанована як  місце поховання Чингізхана. Тут похований також і син Чингісхана Толуй та його нащадки. На горі Бурхан-Халдун знайдено понад 800 могил. Хубілай син Толуя ввів культ Чингісхана. Гора входить до нагір'я Хентей

## Значення
В картині світу середньовічних монголів Бурхан-Халдун — один з сакральних центрів. Згідно «Таємного сказання», першопредки Чингісхана Борте-Чіно і Гоа-Марал кочували на Бурхан-Халдун, біля витоків Онона. Біля підніжжя Бурхан-Халдун знаходилося родове кочовище Чингісхана, на схилах він рятувався від переслідувань меркитів. Згадується, що полоненого меркита Хаатай-Дармалу «присвятили Бурхан-Халдун», надівши на шию колодку, хоча незрозуміло, залишили його при цьому живим або вбили.